# Hagby kyrka, Småland

Hagby kyrka är en kyrkobyggnad i Hagby i Växjö stift. Den har alltsedan medeltiden varit sockenkyrka i Hagby socken. Nu är den församlingskyrka i Arby-Hagby församling.

## Kyrkobyggnaden
Hagby kyrka är en av sammanlagt åtta bevarade svenska rundkyrkor. Hagby kyrka är den rundkyrka, vars medeltida exteriör är bland de bäst bevarade i landet; även absiden och de höga murarna för ovanvåningen finns kvar. Den kan dock, när det gäller absiden, jämföras med Skörstorps kyrka utanför Falköping. På korväggen och under orgelläktaren finns fragment av medeltida kalkmålningar; från medeltiden finns också en dopfunt och ett triumfkrucifix. Vid den senaste renoveringen har man försökt betona byggnadens gamla, slutna karaktär, varmed den framstår som ett av de främsta exemplen bland bevarade rundkyrkor, vars arkitektur annars är mest känd från Bornholm.
Föregångare till Hagby stenkyrka anses ibland Sankt Sigfrids träkapell ha varit, vilken låg ett par kilometer söder om den nuvarande. Kapellet saknar emellertid datering och att det ska ses som en direkt föregångare till kyrkan är mindre sannolikt. Stenkyrkan uppfördes under 1200-talet. Traditionellt anses kyrkan ha blivit uppförd som både helgedom och försvarsanläggning, således en så kallad försvarskyrka. I murarnas överdel finns därför sjutton muröppningar som tolkats ha varit skott- och kastgluggar. Försvarsfunktionens framträdande roll har dock blivit ifrågasatt i nyare forskning. Möjligen kan ovanvåningen ha fungerat som en väl upplyst "paradvåning" om nu sådana förekom i klerikala byggnader. Under seklernas lopp har kyrkan haft olika gestaltningar. Ursprungligen tycks där ha funnits ett centraltorn och mellan detta och ytterväggarna har det funnits två eller tre olika våningsplan. Detta torn revs förmodligen under 1660-talet.
Under 1760-talet tillkom en ny altaruppsättning, av vilken det återstår en altartavla och vissa figurer. År 1923 togs en ny altartavla i bruk. Nuvarande tunnvalv av trä torde ha tillkommit under 1830-talet, samt är täckt med kyrkspån.  Efter ett förslag av Rolf Bergh gjordes en omfattande inre restaurering 1965-1968.

### Restaureringen 2010-2016
2010-2016 genomgick kyrkan en radikal inre restaurering i syfte att återställa kyrkorummet till sin ursprungliga karaktär men i modern tappning. Kyrkan återöppnades den  22 maj 2016 av biskop Fredrik Modéus.
All inredning i form av orgelläktare, bänkar och predikstol har tagits bort. Trägolvet har ersatts av stengolv. Genom att golvet sänkts har de ursprungliga bänkarna  utmed kyrorummets  runda vägg frilagts och används numera.  Fragment av medeltida kalkmålningar  samt konsekrationskors  har konserverats. I korabsiden hänger ett Triumfkrucifix av trä från regional verkstad från omkring 1500.

## Bildgalleri

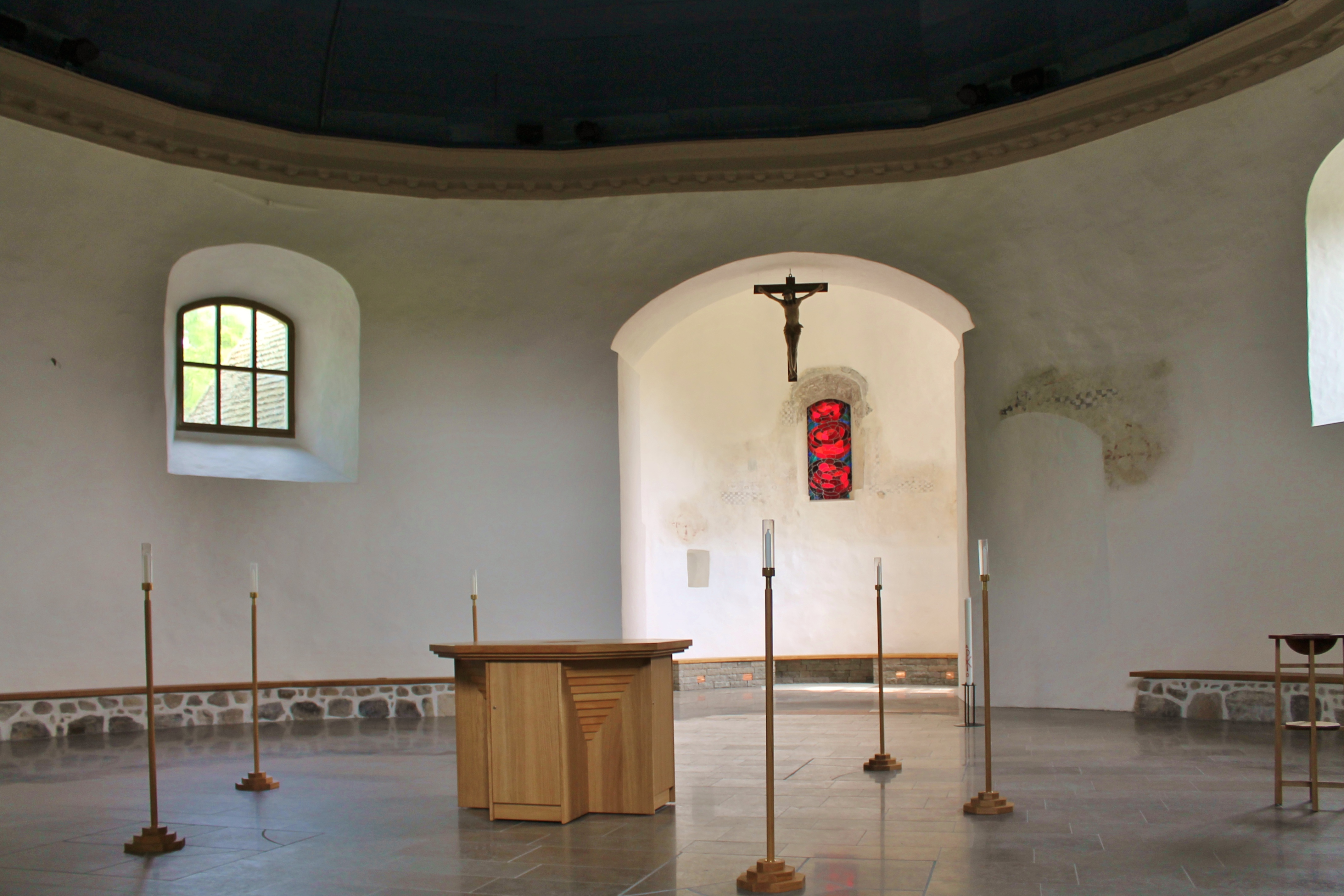
Interiör med centralaltaret och korabsiden samt sittbänkar utmed kyrkväggarna.
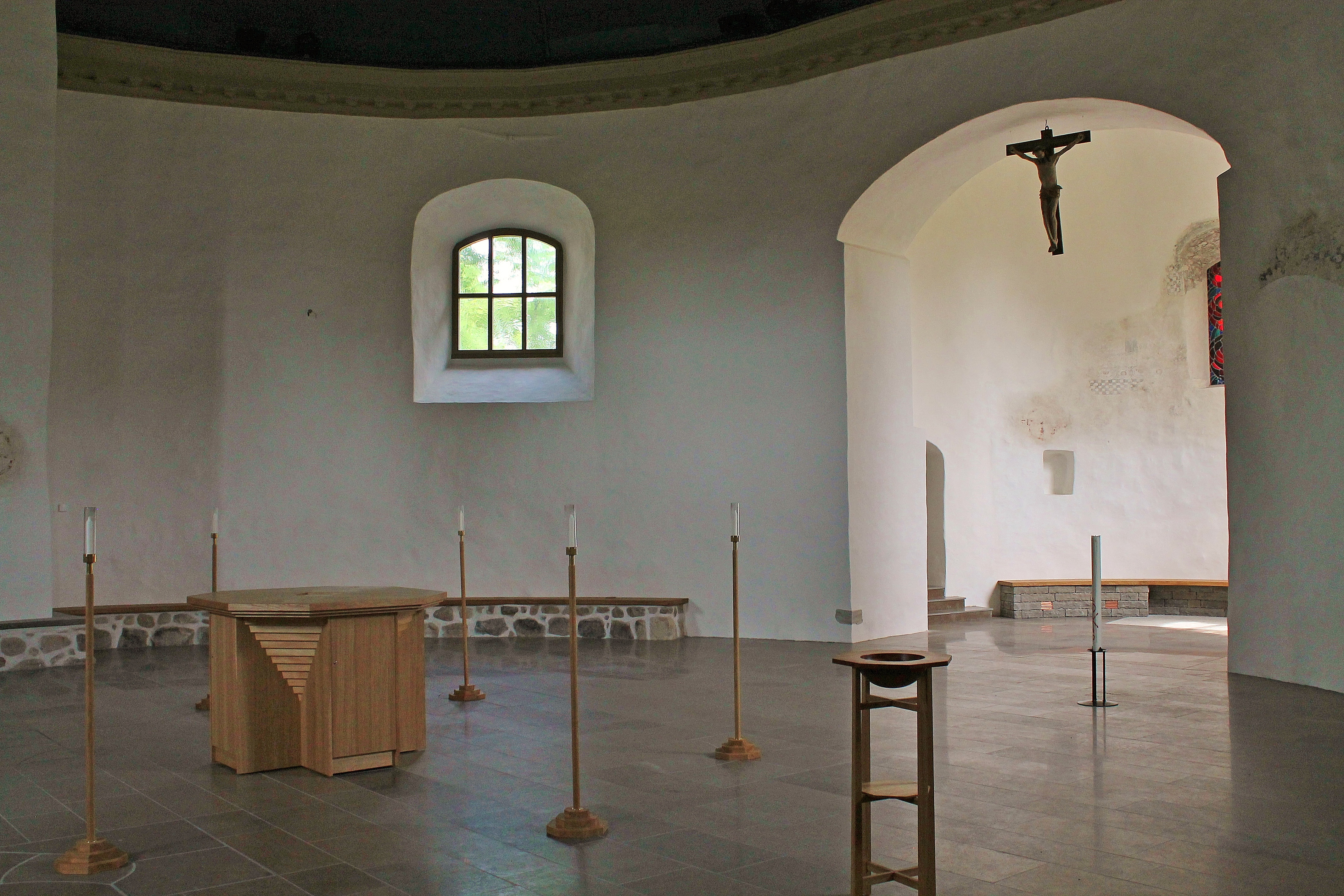
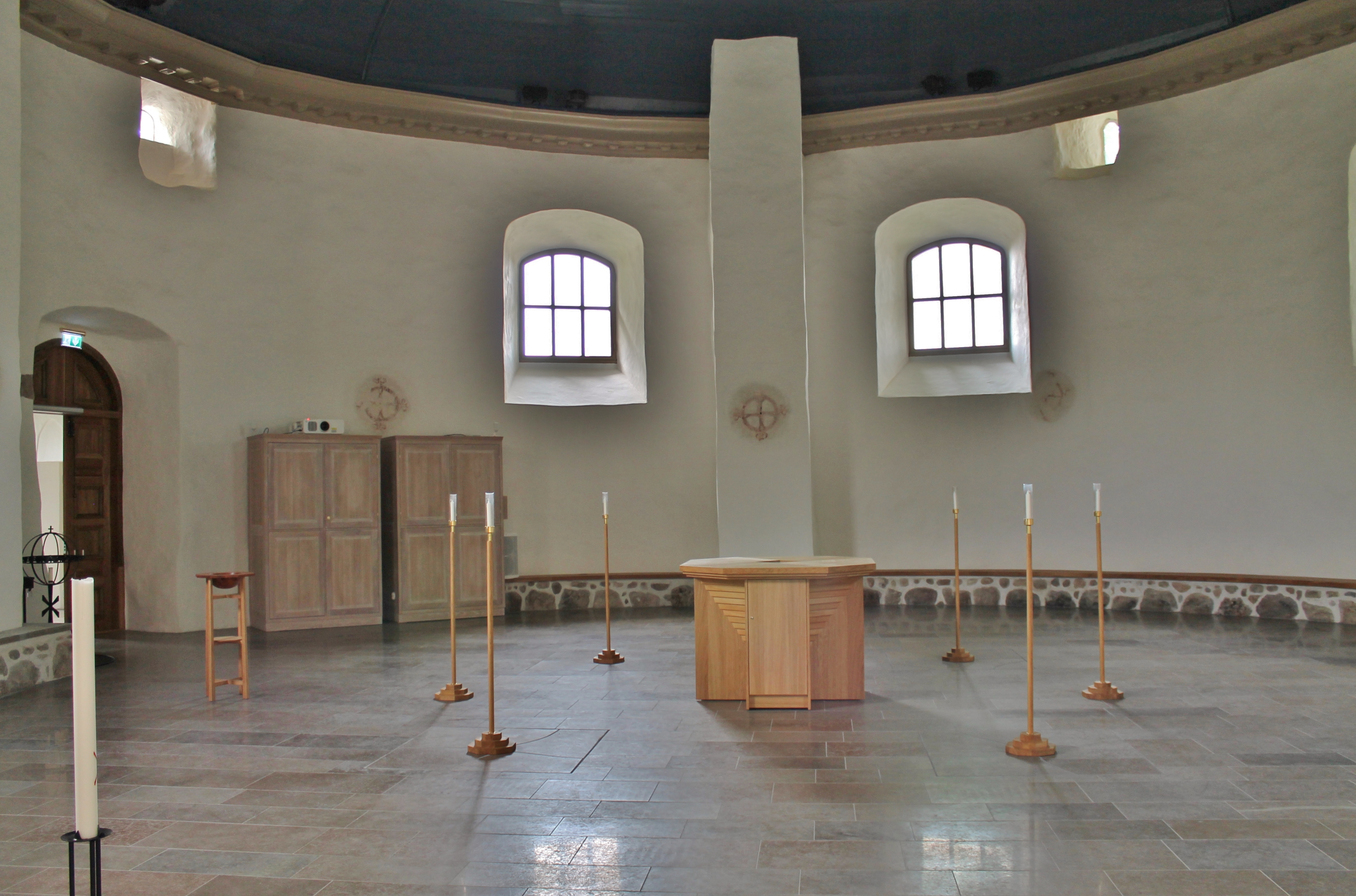
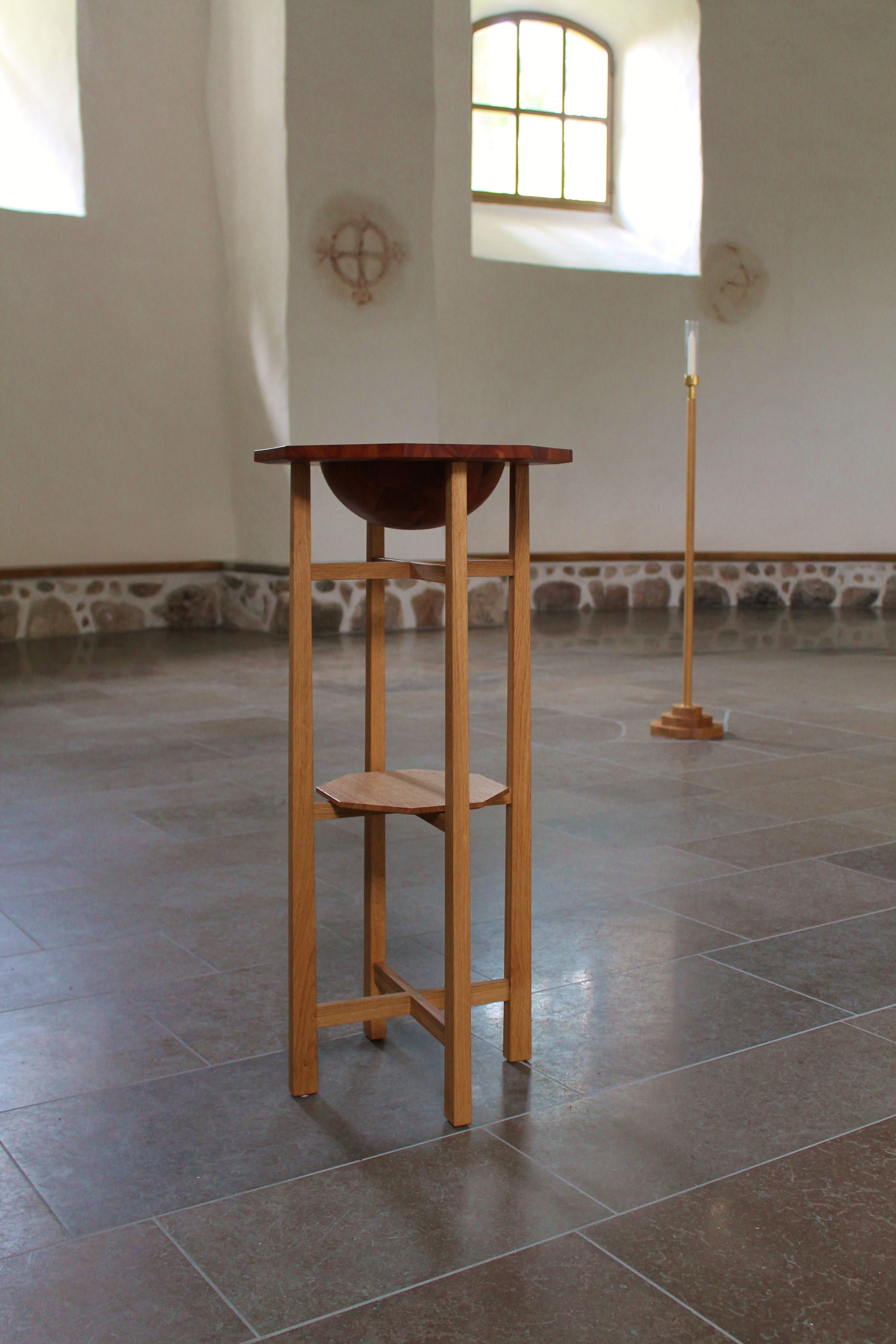
Ställ för dopskålen
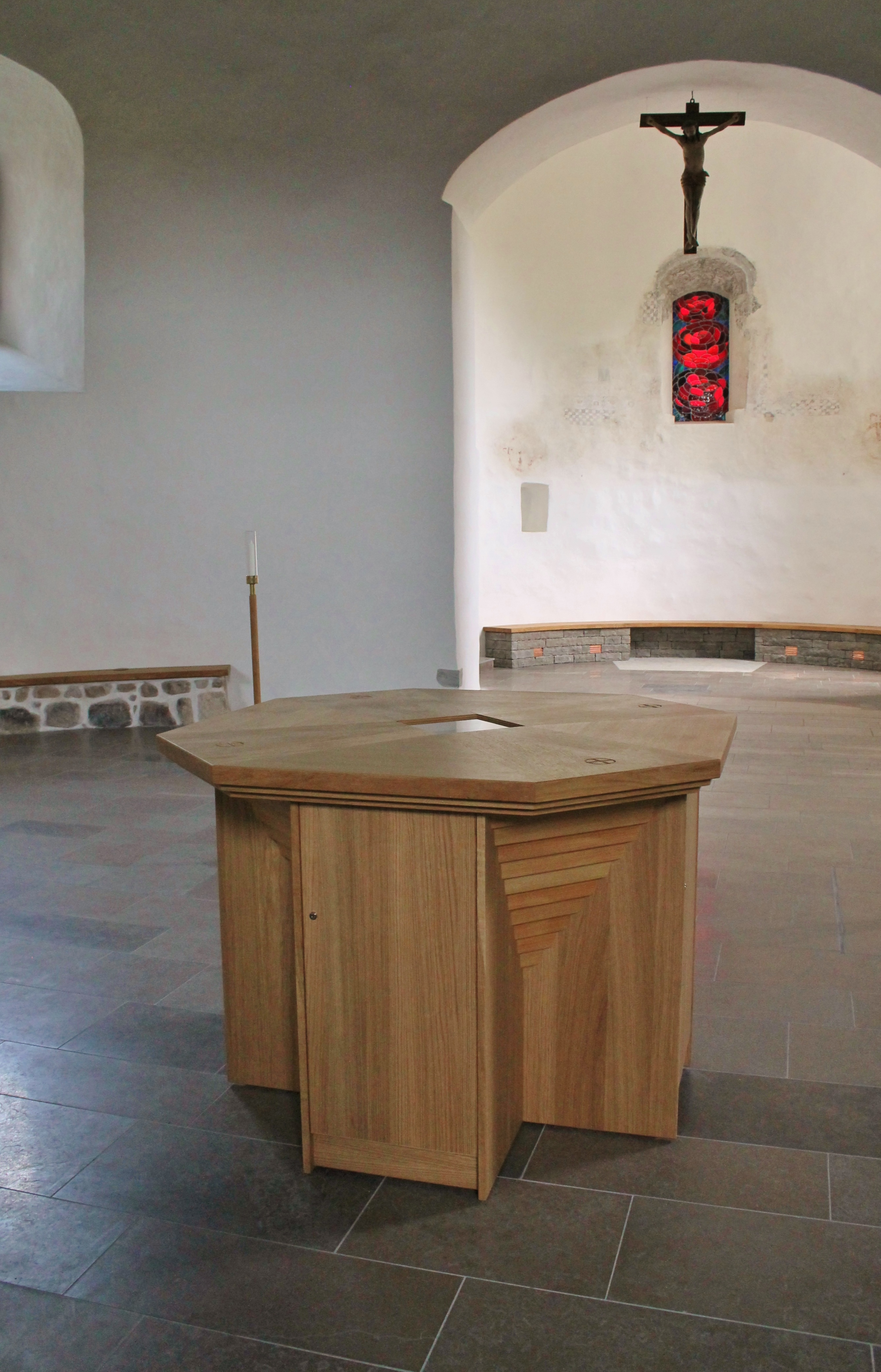
Centralaltaret.
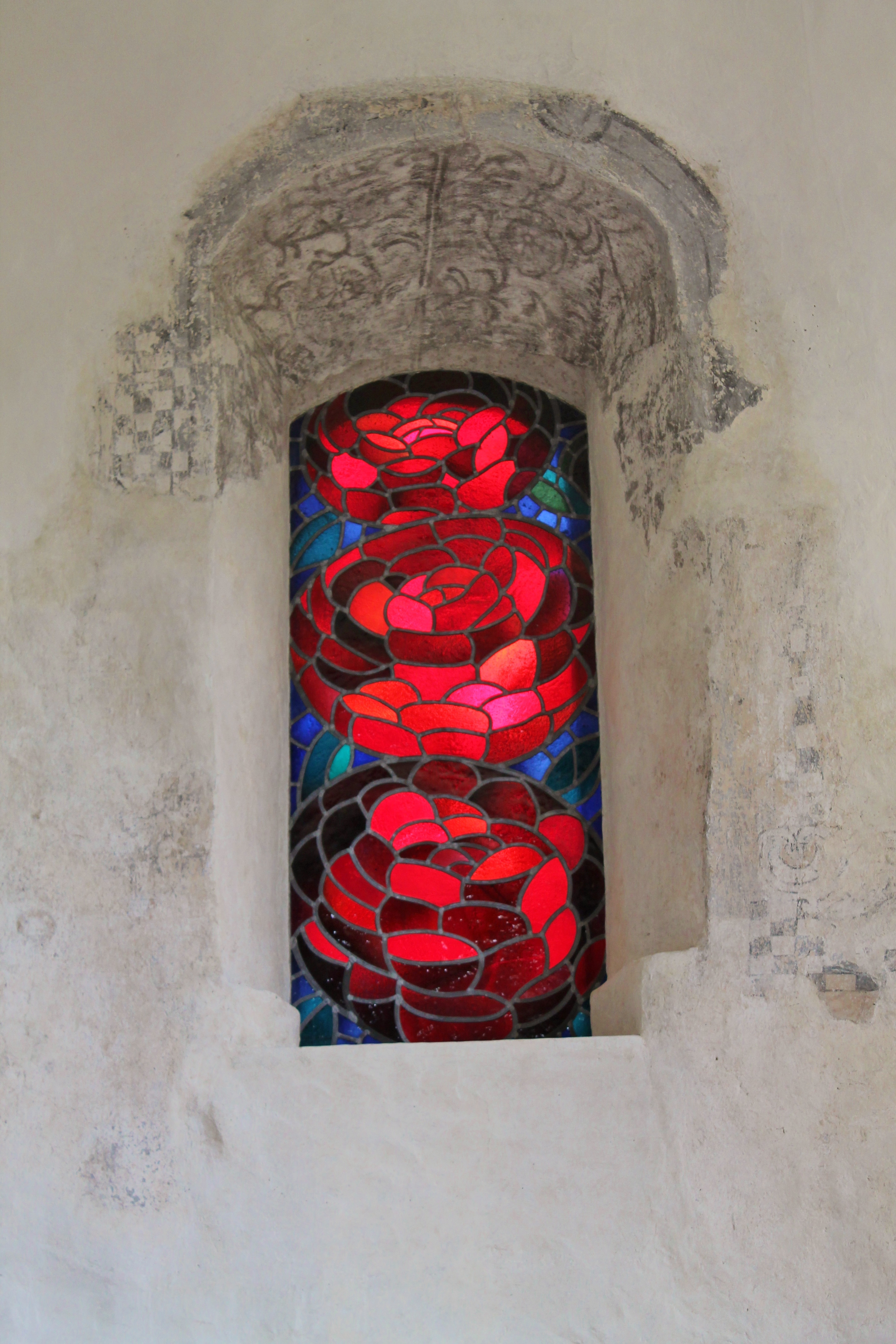
Glasmålning i korabsiden.
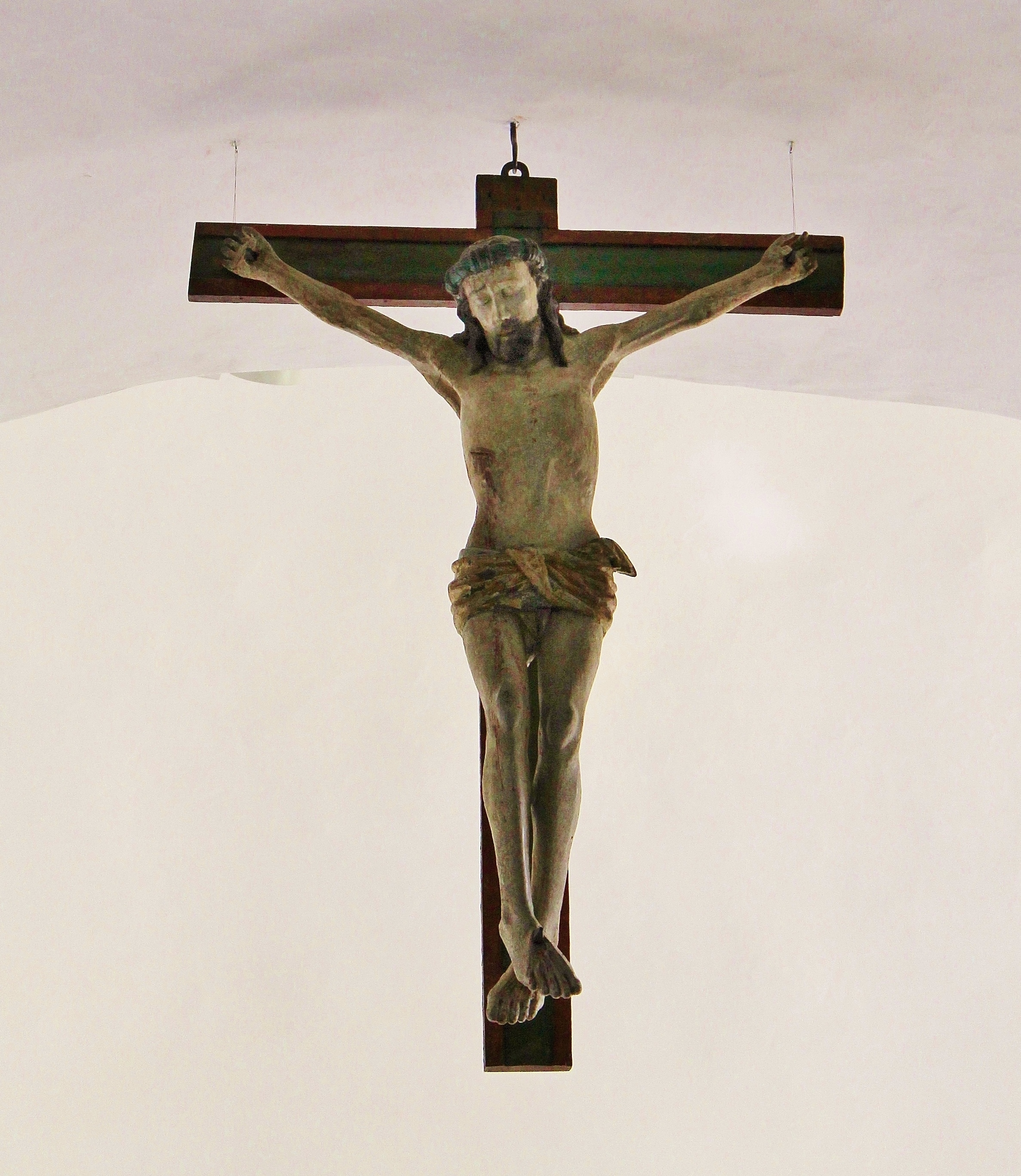
Triumfkrucifix i korabsiden.
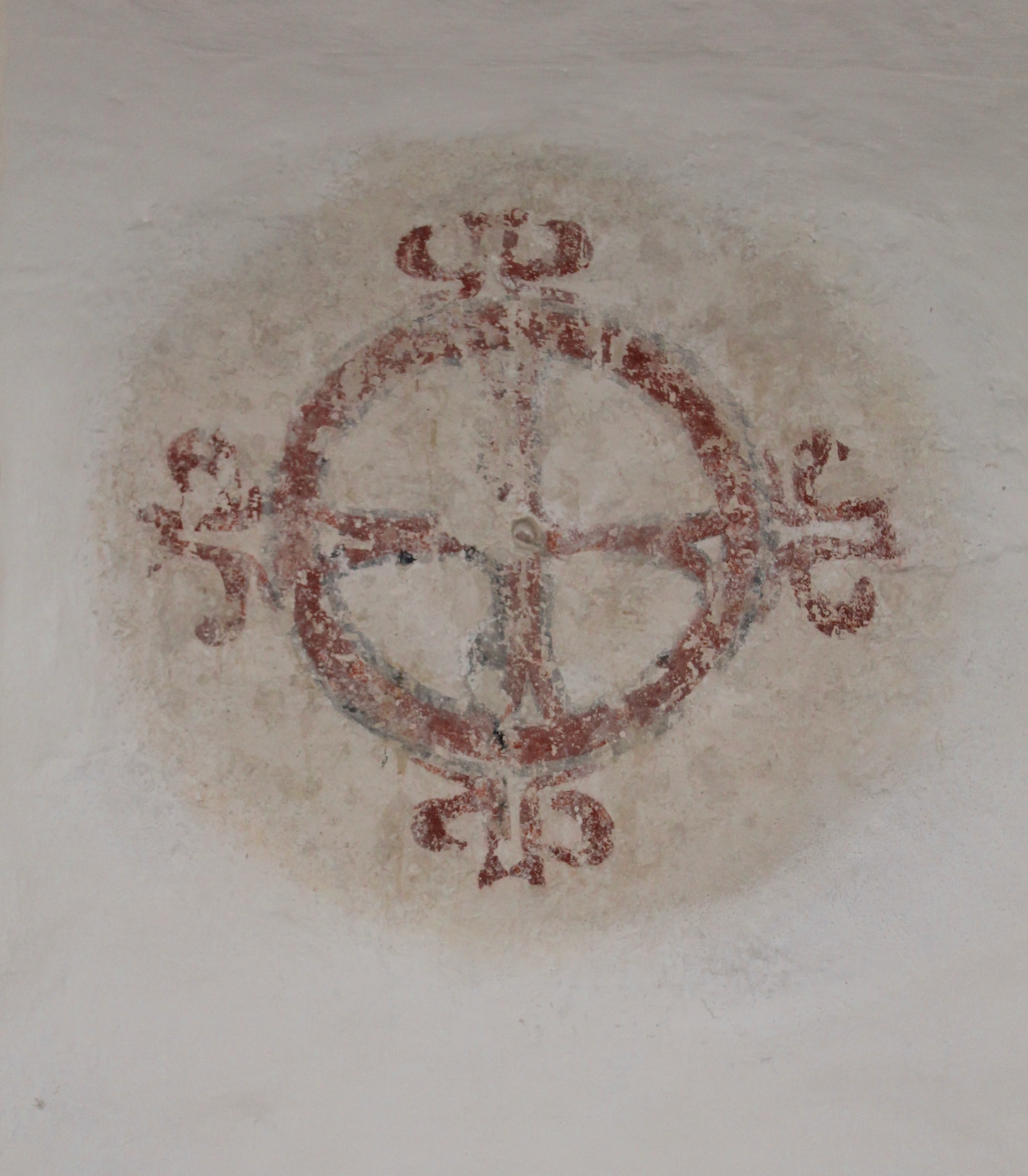

## Orgel
- 1706: Orgelbyggare Johan Åhrman bygger ett orgelverk i kyrkan med 9 stämmor.
- 1888: Firma E A Setterquist & Son, Örebro, bygger en sexstämmig enmanualig orgel med pedal.
- 1962: Firma Olof Hammarbergs orgelbyggeri, Göteborg, bygger en tolvstämmig orgel med mekanisk traktur och registratur. Fasaden är från 1888 års orgel.

Disposition:
| Huvudverk I      | Bröstverk II      | Pedal        | Koppel |
| Rörflöjt 8'      | Gedackt 8'        | Subbans 16'  | 1/P    |
| Principal 4'     | Flöjt 4'          | Principal 8' | II/P   |
| Kvinta 2 2/3'    | Kvintadena 4’     |              | II/I   |
| Gemshorn 2'      | Principal 2’      |              |        |
| Mixtur III chor. | Scharff II chor.  |              |        |
|                  | Crescendosvällare |              |        |